# Усовка (Саратовская область)
Усовка — село в Воскресенском районе Саратовской области, входит в состав населённых пунктов Елшанского муниципального образования.
Население — ↗1013 чел. (2010).

## География
Село находится на правом береге реки Волги и правом берегу реки Терешка в месте впадения её в Волгу, в 60 км от города Саратова.

## Население
Согласно данным переписи на 2010 год в селе проживало 1013 человек, из них 446 мужчины и 567 женщины.
| 2002 | 2010  |
| ---- | ----- |
| 507  | ↗1013 |

## История
Годом образования села Усовка считается 1710 год. Название населенного пункта со слов старожилов различно. Одни говорят, будто бы потому, что с. Усовка расположено при «устье» реки Терешка, другие — будто первым заселил её старик по фамилии Усов. Есть версия, что село было названо в честь атамана Усовского, который долгое время находился в селе. При вскапывании одного из огородов найдено несколько медных монет (по тем временам монеты таким достоинством не могли быть у простого крестьянина).

## Достопримечательности

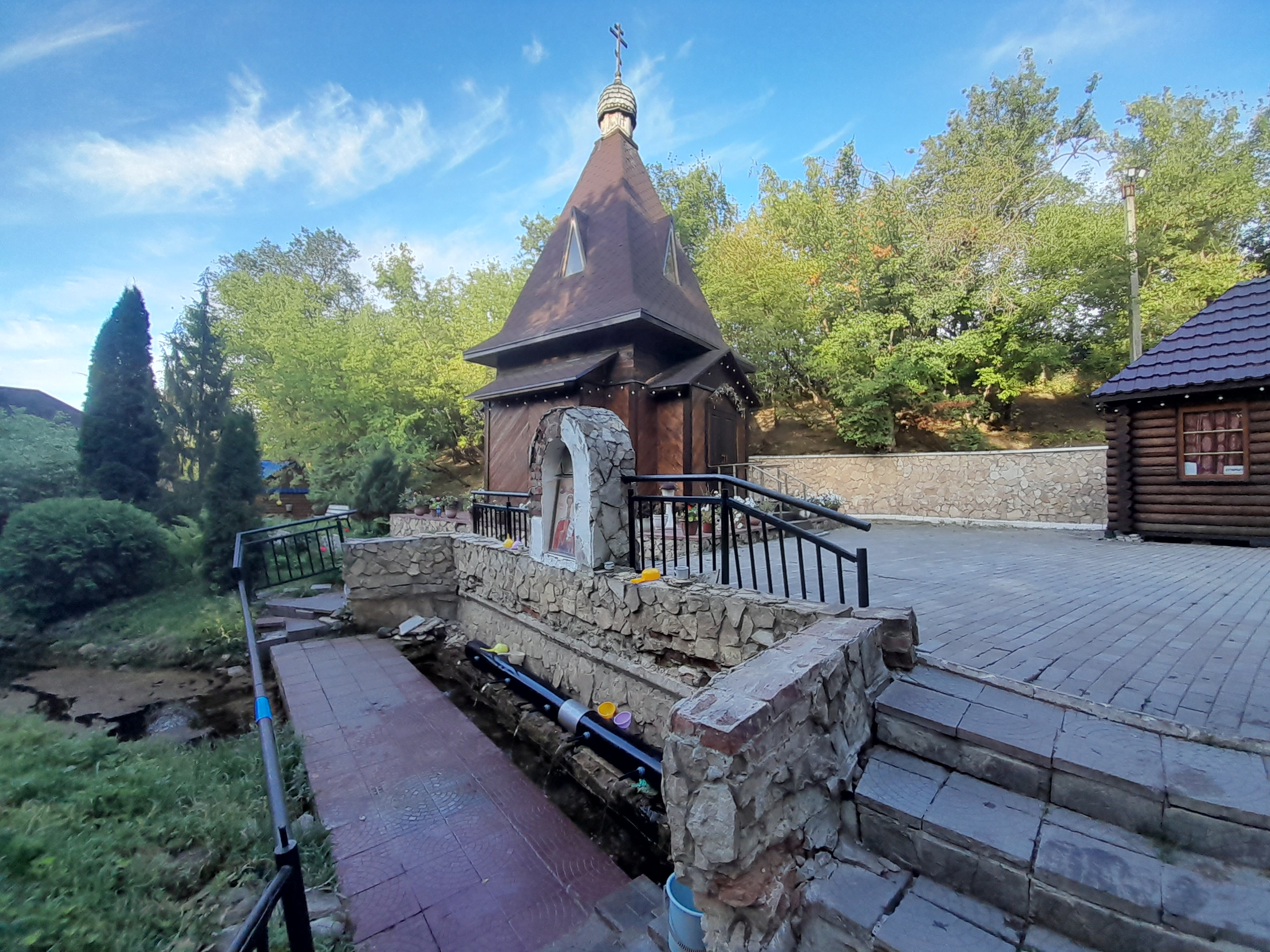
Родник в Усовке

Знаковой достопримечательностью этого села является родник Белый ключ. Уже несколько веков ходят об этом источнике различные легенды.
Уникальная природа этих мест привлекает сюда большое количество туристов и просто отдыхающих. Масса проток и островов, незабываемые пейзажи, огромное количество птиц и животных. Это одно из самых рыбных мест на Волге, окруженное знаменитыми охотничьими заказниками — такими, как Динамовские угодья или Заячьи Ушки.
Вблизи Усовки находится комплекс отдыха — турбаза «Авангард» с развитой инфраструктурой — от ресторана и конференц-зала до спортивных площадок и пляжного аквапарка с современной трехэтажной гостиницей с комфортабельными номерами, горячей водой и отоплением. На территории комплекса — 39 летних домиков, оснащенных всеми удобствами.

## Инфраструктура
На территории села работает общеобразовательная школа, дом культуры, медпункт, почта, магазины. В летнее время в селе очень много дачников и огородников из крупных городов Саратовской области.

## Уличная сеть
В селе несколько улиц:
Нижняя, Советская, Рабочая, Вольская, Дачная, Луговая, Волжская, Заовражная, Набережная и т. д.